# Acaronychidae
Acaronychidae zijn  een familie van mijten. Bij de familie zijn vijf geslachten met circa 25 soorten ingedeeld.

## Taxonomie
De volgende taxa zijn bij de familie ingedeeld:
- Geslacht Acaronychus Grandjean, 1932
  - Acaronychus grandjeani Lange, 1975
  - Acaronychus proximus Schubart, 1968
  - Acaronychus traegardhi Grandjean, 1932
- Geslacht Archeonothrus Trägårdh, 1906
  - Archeonothrus natalensis Trägårdh, 1906
- Geslacht Loftacarus Lee, 1981
  - Loftacarus longicaudatus (Balogh y Csiszár, 1963)
  - Loftacarus siefi Lee, 1981
- Geslacht Stomacarus Grandjean, 1952
  - = Amuracarus Lange, 1975
  - = Andacarus Grandjean, 1958
  - Stomacarus abresi Lee, 1981
  - Stomacarus campbellensis (Wallwork, 1966)
  - Stomacarus ciliosus Luxton, 1982
  - Stomacarus leei Mahunka, 1989
  - Stomacarus ligamentifer (Hammer, 1967)
  - Stomacarus macfarlani Grandjean, 1957
  - Stomacarus setiger R. Martínez y Casanueva, 1999
  - Stomacarus tristani Grandjean, 1952
  - Stomacarus voskresenskii (Lange, 1975)
  - Stomacarus watsoni (Travé, 1964)
- Geslacht Zachvatkinella Lange, 1954
  - = Himalacarus Sheals, 1965
  - Zachvatkinella baicalica Lange, 1972
  - Zachvatkinella belbiformis Lange, 1954
  - Zachvatkinella caucasica Lange, 1972
  - Zachvatkinella chimalae (Sheals, 1965)
  - Zachvatkinella doryura Lange, 1972
  - Zachvatkinella longipilis (Jacot, 1938)
  - Zachvatkinella nipponica Aoki, 1980